# Théâtre Akropolis
Ne doit pas être confondu avec Akropolis.
Pour les articles homonymes, voir Acropolis.
Le théâtre Akropolis est situé dans le palais Akropolis, dans le quartier de Žižkov à Prague, à l'angle des rues Kubelíkova et Víta Nejedlého (no 1548).
Il a été exploité de 1927 à 1940.

## Histoire

### 1927–1935
L'architecte Rudolf V. Svoboda fait construire un bâtiment en sous-sol avec une salle et une scène dans la cour. Cependant, il ne peut confier la réalisation de cette scène à Vlasta Burian, car il envisage d'y installer une scène annexe pour son théâtre. 
Prokop Laichter ouvre le théâtre avec la pièce Uličkou odvahy de Jiří Mahen en février 1928. Le dramaturge et metteur en scène est Jaroslav Tumlíř, et la troupe comprend également Václav Trégl. Cependant, Laichter quitte rapidement le théâtre en raison du manque d'intérêt du public.
Le metteur en scène Rudolf Linc tente de relancer le théâtre lors de la saison 1927/1928 en mettant en scène Orphée aux Enfers d'Offenbach, mais il échoue également.
À l'automne 1928, Karel Třešňák, ancien acteur du Švandovo divadlo na Smíchově (cs), reprend le théâtre. Třešňák essaie d'engager des acteurs de qualité et de développer un répertoire dramatique orienté vers un public populaire. Laura Želenská devient la star de la compagnie et Třešňák y est aussi acteur et metteur en scène. La société comprend également Rudolf Böhm-Hrušínský (en 1929-1933), Vojta Záhořík, Rudolf Deyl Jr., Viktor Očásek, Hermína Vojtová (cs), Rudolf Princ, Majva Červená, Antonín Zacpal, Běla Tringlerová, Ludvík Letenský... Josef Beyvl est l'un de ses invités. Plus tard, il réoriente le théâtre vers l'opérette. La soubrette Hana Zieglerová se produit également au théâtre. Třešňák garde le théâtre jusqu'en 1935, date à laquelle il part seul pour le Lidové divadlo Uranie (cs) après des problèmes financiers.

### 1935–1940
Une autre tentative de relance du théâtre est faite par Břetislav Hrska (également écrit Hrstka), qui reprend une partie de la troupe de Třešňák. La troupe comprend également Rudolf Hrušínský, Jarmila Májová, Marie Halová et Zita Kabátová. Le théâtre présente des comédies musicales, des drames et des opérettes folkloriques. Valentin Šindler a également joué au théâtre. Cependant, Hrska quitte le pays en 1938 pour des raisons financières.
Entre l'automne 1938 et au printemps 1939, Josef Alois Šnajberk reprend la direction du théâtre. Il garde une partie de la troupe de Hrsko et y intégre Nina Balcarová, J. Jírů, Josef Polman et d'autres. Il invite notamment l'ancien directeur du Théâtre national Milan Svoboda à la mise en scène. Le théâtre présente des pièces de théâtre et des comédies musicales. Après Šnajberk, Polman dirige le théâtre pendant un temps.
En novembre 1939, Karel Třešňák revient au théâtre et met en scène la pièce de František Ferdinand Šamberk, J.K. Tyl, ainsi que plusieurs productions théâtrales grand public. Il engage, par exemple, la jeune Jana Ebertová (cs).
Sous la deuxième direction de Třešňák, lors de la saison 1939/1940, le théâtre connait à nouveau des difficultés financières et est finalement fermé le 1er mai 1940. La salle abrite ensuite le Théâtre Moderne de 1940 à 1944, dirigé par l'entrepreneur et metteur en scène de la Velká opereta (cs) Jiří Koldovský, qui est démis de ses fonctions après la libération en 1945. Le Théâtre Moderne est finalement fermé la même année. 